# Fernando de Valdés y Salas

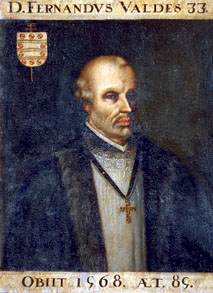
Fernando de Valdés y Salas

Wappen

Fernando de Valdés y Salas (* 1483 in Salas, Asturien; † 19. Dezember 1568 in Madrid) war ein spanischer Geistlicher und Politiker.

## Leben
Fernando de Valdés y Salas wurde 1483 in Salas geboren. Er war der Sohn von Juan Fernández de Valdés-Salas und Mencía de Llano y Valdés. Er studierte Kirchenrecht an der Universität Salamanca. Er war Vater eines leiblichen Sohnes, Don Juan de Osorio. Sein Bruder Juan de Salas y Valdez war ein spanischer Konquistador, der an der Eroberung Perus teilnahm.
1515 wurde er Rektor der Universität Salamanca. Unter dem Patronat von Kardinal Cisneros wurde er Mitglied des Obersten Rates der Inquisition (1516) sowie Bischof von Elna (24. Mai 1529), Ourense (12. Januar 1530), Oviedo (1. Juli 1532), León (30. Mai 1536) und Sigüenza (29. Oktober 1536). Er diente als Präsident der Königlichen Kanzlei von Valladolid und wurde schließlich am 27. August 1546 zum Erzbischof von Sevilla ernannt. Francisco Fernández de Córdoba y Mendoza, Bischof von Zamora, spendete ihn am 18. Oktober 1529 in San Jerónimo el Real in Madrid die Bischofsweihe. Mitkonsekratoren waren Diego Ramírez de Villaescua de Haro, Bischof von Cuenca, und Gutierre Vargas de Carvajal, Bischof von Plasencia. Er leitete den Rat von Kastilien und war Mitglied des Staatsrates. Als von Philipp II. ernannter Generalinquisitor (1547–1566) leitete er den berühmten Prozess gegen Bartolomé de Carranza (1559). Da dieser Erzbischof von Toledo wurde der Prozess nach Rom verlegt. 1561 verfasste er einige Anweisungen an das Heilige Offizium, die 1612 gedruckt wurden. 1566 behielt er zwar seinen Titel als Generalinquisitor, doch in Wirklichkeit wurde er durch Diego de Espinosa ersetzt.
Valdés war der Autor eines Index librorum prohibitorum, eine Verzeichnisses verbotener Bücher (1559). Darin nahm er unter anderem Werke von Erasmus von Rotterdam, Fray Luis de Granada, San Juan de Ávila und San Francisco de Borja auf. Sein Handeln als Inquisitor im Namen der Kirche forderte zahlreiche Todesopfer, so dass er als einer der fanatischsten Inquisitoren in Erinnerung blieb. Er ergriff Maßnahmen gegen die Konvertiten und Morisken. Er leitete Prozesse gegen die erasmischen und lutherischen Zentren Valladolid und Sevilla. Er ist in der Stiftskirche Santa María la Mayor begraben, die von seinen Eltern in Salas erbaut wurde, in einem wunderschönen Alabastergrab, das zwischen 1576 und 1582 vom manieristischen Bildhauer Pompeo Leoni im Auftrag des Herzogs von Alba angefertigt wurde.

## Schirmherrschaften
Er förderte die Kultur durch zahlreiche Stiftungen. In Salamanca gründete er das Colegio de San Pelayo und in seiner asturischen Heimat förderte er die Gründung der Universität von Oviedo. Deren Entstehung sollte aber noch vierzig Jahre dauern. Er beteiligte sich am Bau zahlreicher Kultur- und Wohlfahrtsgebäude (Villa de Salas, Palacio de Valdés-Salas, Stiftskirche Santa María la Mayor).
In Oviedo gibt es ein Gebäude, das seinen Namen trägt: das Valdés-Salas-Gebäude, Sitz der Fakultät für Computertechnik der Universität Oviedo.